# Jaacunga vinculus
Jaacunga vinculus är en insektsart som beskrevs av Delong 1946. Jaacunga vinculus ingår i släktet Jaacunga och familjen dvärgstritar. Inga underarter finns listade i Catalogue of Life.